# Repubblica dell'Austria tedesca

Mappa che indica le aree di lingua tedesca (in rosso) all'interno dell'Impero austro-ungarico nel 1911

La Repubblica dell'Austria tedesca (in tedesco Republik Deutschösterreich o Deutsch-Österreich) era uno stato non riconosciuto creato dopo la prima guerra mondiale come stato superstite iniziale per le aree con una lingua prevalentemente tedesca e di etnia tedesca all'interno di quello che era stato l'Impero austro-ungarico, con piani per un'eventuale unificazione con la Germania. I territori coprivano un'area di 118 311 chilometri quadri (45 680 mi²), con 10,4 milioni di abitanti. In pratica, tuttavia, la sua autorità era limitata alle province danubiane e alpine che erano state il nucleo della Cisleitania. Gran parte del suo territorio rivendicato era de facto amministrato dalla neonata Cecoslovacchia e riconosciuto a livello internazionale come tale. I tentativi di creare l'Austria tedesca sotto questi auspici alla fine non ebbero successo, soprattutto perché l'unione con la Germania era vietata nel trattato di Versailles, e il nuovo stato della Prima Repubblica austriaca venne creato nel 1919.

## Antefatti
L'Impero austriaco degli Asburgo era stato ricostituito come monarchia duale dal compromesso del 1867. Comprendeva le terre della Corona di Santo Stefano dominate dai magiari, il cui nucleo era il Regno d'Ungheria ed era talvolta indicato come Transleitania, e il resto dell'impero dominato dai tedeschi, chiamato informalmente "Austria" ma con il nome semi-ufficiale Cisleitania. La Cisleitania comprendeva le principali province "austriache", insieme a Carniola, Dalmazia, Litorale austriaco ed Istria a sud e Boemia, Moravia, Galizia e Bucovina a nord e ad est. La monarchia duale, o Austria-Ungheria come divenne nota, era effettivamente due stati con il monarca asburgico come Imperatore d'Austria in Cisleitania e Re d'Ungheria in Transleitania. Per la maggior parte, ognuno aveva le proprie istituzioni. C'erano parlamenti separati e governi e ministeri separati per "Austria imperiale" e "Ungheria reale".
L'Austria-Ungheria era un'entità multinazionale comprendente tedeschi ed ungheresi, così come altre nove principali nazionalità che chiedevano sempre più il diritto all'autodeterminazione. Storicamente, i tedeschi erano stati dominanti nella monarchia asburgica, e il loro potere e la loro influenza superavano di gran lunga il loro numero. Anche all'interno della Cisleitania i tedeschi rappresentavano solo il 37% della popolazione. Tuttavia, Alta Austria e Bassa Austria, Salisburgo, Carinzia, Vorarlberg e gran parte della Stiria e del Tirolo avevano una popolazione prevalentemente tedesca. Questi territori erano le principali province "austriache" e avevano una popolazione di 6,5 milioni. Mentre la Boemia e la Moravia erano prevalentemente ceche, i tedeschi costituivano la maggioranza in una striscia di territori che delimitavano i loro confini, recentemente autoproclamati come province dei Sudeti e della Boemia tedesca. La popolazione tedesca di Boemia e Moravia era di 3 milioni.
Dal 1914 al 1918, l'Austria-Ungheria combatté nella prima guerra mondiale come una delle potenze centrali e alleata della Germania. Nel maggio 1918, l'impero stava affrontando crescenti fallimenti e sconfitte militari, nonché disordini interni causati dalla carenza di cibo e carburante. Inoltre, le richieste delle nazionalità dell'impero stavano diventando sempre più radicalizzate, incoraggiate dall'impegno del presidente americano Woodrow Wilson per l'autodeterminazione nei suoi Quattordici punti pubblicati nel gennaio 1918. In ottobre, vennero dichiarate l'indipendenza della Cecoslovacchia e l'unione della Croazia con la Serbia, l'Ungheria si ritirò dalla monarchia duale e l'esercito austro-ungarico si arrese all'Italia a Vittorio Veneto. Con il crollo dell'impero, l'amministrazione asburgica firmò un armistizio il 3 novembre e l'ultimo imperatore asburgico, Carlo I, rinunciò ai suoi poteri l'11 novembre.

## Storia

### La proclamazione della repubblica
Il 21 ottobre 1918, i deputati che rappresentavano le aree di lingua tedesca nell'Abgeordnetenhaus, la camera bassa del Reichsrat, il parlamento imperiale della Cisleitania, dichiararono di essere la nuova Assemblea Nazionale Provvisoria dell'Austria tedesca. Con l'imminente collasso dell'impero diventato evidente all'inizio del mese, i tre principali gruppi politici che rappresentavano i tedeschi nella camera bassa avviarono negoziati sulla via da seguire. Il gruppo più numeroso erano i nazionalisti tedeschi, un insieme di partiti minori, con un totale di 109 deputati eletti nelle ultime elezioni imperiali, nel 1911. Il loro obiettivo principale era l'Anschluss o l'unione con la Germania. Il monarchico conservatore Partito Sociale Cristiano era il secondo più numeroso con 65 deputati e i Socialdemocratici, che era a favore di una repubblica democratica, aveva una rappresentanza di 37 deputati.
All'inizio di ottobre 1918, i socialdemocratici furono i primi a chiedere che tutti gli "austriaci tedeschi" si unissero in uno stato austro-tedesco. Avevano riconosciuto il diritto all'autodeterminazione di tutte le nazionalità dell'impero e dicevano che questo sarebbe dovuto valere anche per i tedesco-austriaci. I nazionalisti tedeschi erano disposti ad accettare la posizione socialdemocratica per consentire ulteriori negoziati. Anche il Partito Sociale Cristiano accettò, ma disse di avere delle riserve a causa delle proprie "convinzioni religiose e dinastiche". Definendosi “i tedeschi delle Alpi e dei Sudeti”, tutti i 208 deputati si riunirono il 21 ottobre e votarono all'unanimità che ora costituivano l'"Assemblea nazionale provvisoria" dell'Austria tedesca. Essi proclamarono che:
Essi elessero anche tre presidenti dell'Assemblea, uno per ciascuno dei tre gruppi politici: Franz Dinghofer del Movimento Nazionale Tedesco, Jodok Fink del il Partito Cristiano Sociale e il socialdemocratico Karl Seitz. Un comitato esecutivo di 20 membri venne nominato per formulare raccomandazioni costituzionali all'Assemblea e, su successiva raccomandazione del comitato, il 30 ottobre venne creato un Consiglio di Stato come organo esecutivo. Il Consiglio nominò immediatamente 14 Segretari di Stato a capo di una struttura amministrativa che rispecchiava i ministeri imperiali. Alla fine di ottobre, quindi, la parte di lingua tedesca dell'impero aveva effettivamente due governi: la nuova amministrazione creata dall'Assemblea Nazionale Provvisoria e il governo imperiale nominato dall'imperatore sotto Heinrich Lammasch, ultimo ministro-presidente della Cisleitania. La monarchia esisteva ancora formalmente e, infatti, il governo imperiale era soddisfatto delle misure costituzionali introdotte il 30 ottobre, ritenendo che non assumessero una forma repubblicana e preservassero il potenziale per la continuazione della monarchia.
Il 25 ottobre, l'Assemblea provvisoria invitò tutte le terre abitate dai tedeschi a formare le proprie assemblee provvisorie. L'11 novembre 1918 Carlo I rinunciò al suo diritto di prendere parte agli affari di stato austriaci. Egli evitò deliberatamente di usare il termine "abdicazione", poiché voleva mantenere la sua libertà di azione nel caso in cui i suoi sudditi austriaci lo richiamassero. Tuttavia, questa decisione pose effettivamente fine a 700 anni di dominio asburgico.
Il giorno successivo, il 12 novembre, l'Assemblea nazionale dichiarò ufficialmente l'Austria tedesca una repubblica e nominò il socialdemocratico Karl Renner cancelliere provvisorio. Lo stesso giorno redasse una costituzione provvisoria che affermava che "l'Austria tedesca è una repubblica democratica" (articolo 1) e "l'Austria tedesca è parte integrante della repubblica tedesca" (articolo 2). Quest'ultima disposizione rifletteva l'opinione dei deputati che ritenevano che l'Austria avrebbe perso così tanto territorio in qualsiasi accordo di pace che non sarebbe stato più economicamente e politicamente sostenibile come stato separato e l'unica via era l'unione con Germania. Ciò venne imposto dal rifiuto dell'Ungheria di vendere grano e della Cecoslovacchia di vendere carbone all'Austria tedesca.
Quando l'Impero crollò e venne annunciato un cessate il fuoco, l'Assemblea provvisoria cercò di prevenire la rivoluzione socialista organizzando un governo di coalizione guidato dalla minoranza socialdemocratica. Karl Renner divenne cancelliere e Viktor Adler divenne ministro degli Esteri. I socialdemocratici cooptarono i consigli dei soldati e dei lavoratori di nuova creazione ed usarono il loro controllo sui sindacati per attuare politiche sociali che attenuassero l'appello socialista. Carlo andò in esilio in Svizzera il 24 marzo 1919. Irritato per essere partito senza una formale abdicazione, il Parlamento approvò la Legge Asburgo, che detronizzava gli Asburgo e confiscava le loro proprietà. Carlo venne definitivamente bandito dall'Austria, mentre altri maschi asburgici potevano tornare solo se rinunciavano a tutte le pretese al trono.

### L'Assemblea costituzionale

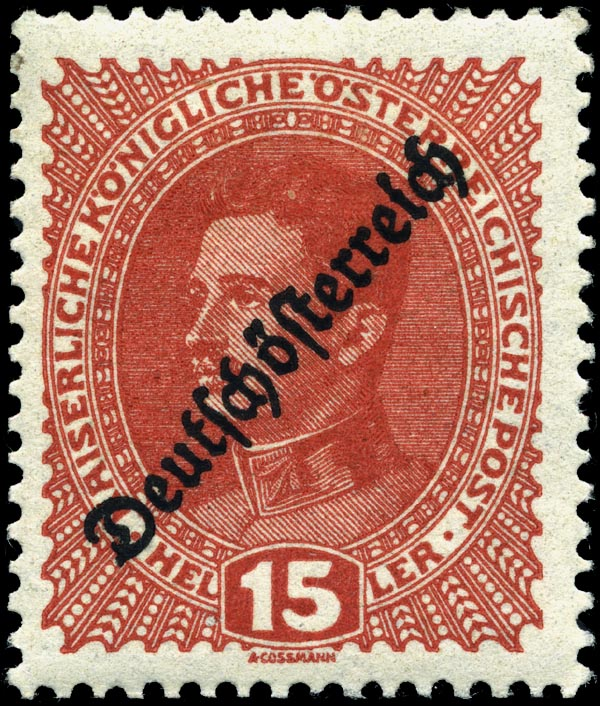
Francobollo postale austro-ungarico utilizzato nell'Austria tedesca

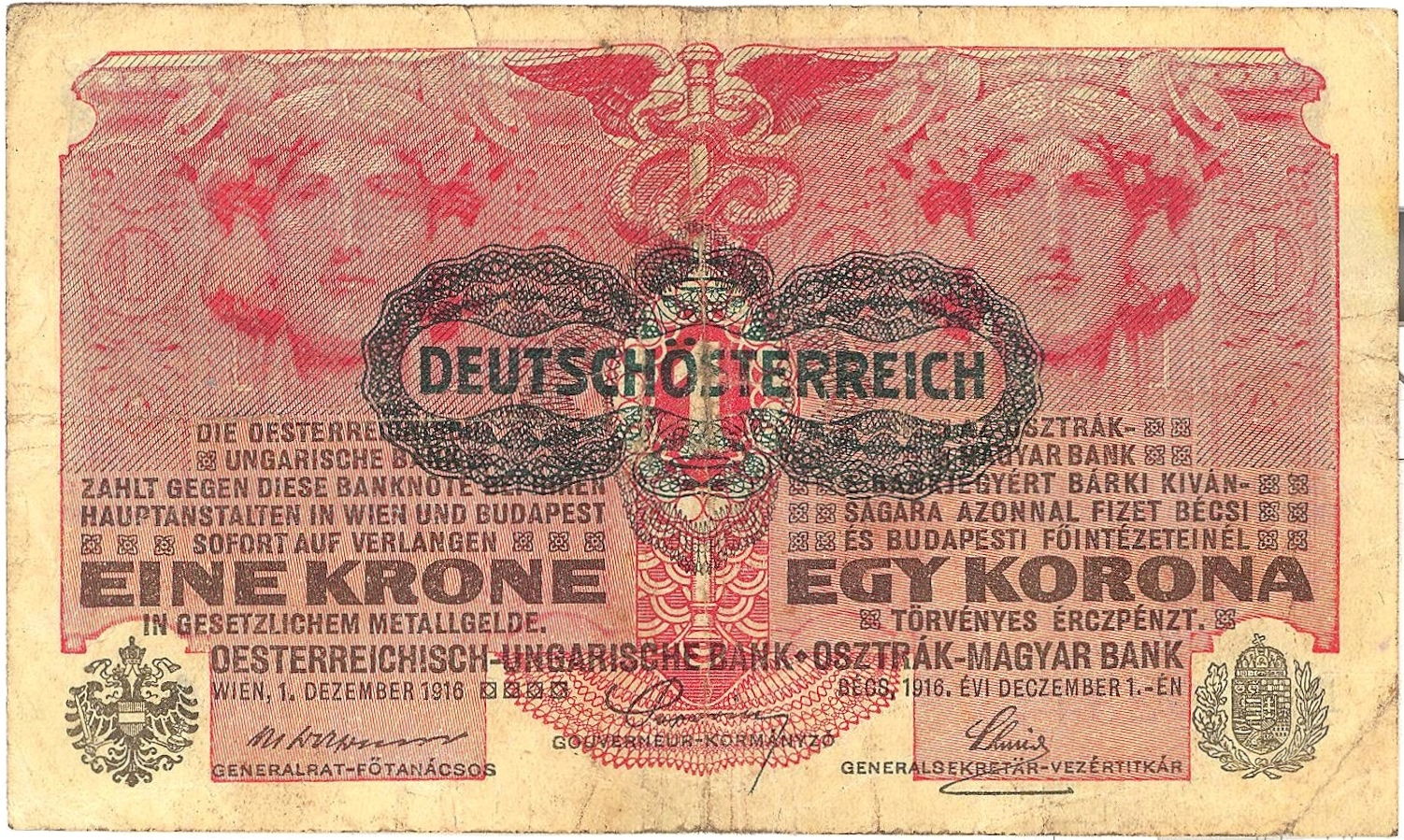
Banconota da una corona, sovrastampata con il nome Deutschösterreich ("Austria tedesca")

Le elezioni per l'Assemblea costituente si tennero il 16 febbraio 1919 e per la prima volta alle donne venne permesso di votare. Dei 38 collegi abitati tedeschi solo 25 parteciparono e vennero eletti 159 deputati su 170 seggi con i socialdemocratici come il partito più numeroso. I socialdemocratici ottennero 72 seggi, i cristiano-sociali 69 ed i nazionalisti tedeschi 26. L'Assemblea Nazionale Costituente si riunì per la prima volta il 4 marzo 1919 e il 15 marzo venne formato un nuovo governo, ancora una volta guidato da Karl Renner. I socialdemocratici austriaci, pur essendo uno dei principali partiti marxisti con la sua corrente austromarxista, non tentarono di prendere il potere o d'istituire il socialismo. Tuttavia, la maggior parte dei politici cattolici conservatori diffidava ancora di loro e ciò portò alla fatale scissione sinistra-destra che afflisse la Prima Repubblica e portò alla sua caduta nel 1934. Il leader socialdemocratico Otto Bauer scrisse: "L'Austria tedesca non è un organismo che seguì le leggi della crescita storica. Non è altro che ciò che restava del vecchio Impero dopo che altre nazioni si erano staccate da esso. Rimase come un fascio sciolto di terre divergenti."

### L'unione fallita con la Germania
Il 13 novembre 1918, l'Austria tedesca chiese alla Germania di avviare i negoziati di unione e il 15 novembre inviò un telegramma al presidente Wilson per sostenere l'unione di Germania e Austria. Il 12 marzo 1919, l'Assemblea costituente riconfermò una precedente dichiarazione secondo cui l'Austria tedesca era parte costituente della repubblica tedesca. Pan-tedeschi e socialdemocratici sostennero l'unione con la Germania, mentre i cristiano-sociali erano meno favorevoli. Durante la primavera e l'estate del 1919 continuarono gli incontri di discussione sull'unità tra rappresentanti tedeschi e austriaci. Tutto ciò cambiò dopo il 2 giugno 1919 quando venne presentato il progetto di trattato di pace con l'Austria, che dimostrava che gli alleati occidentali erano contrari a qualsiasi unione tra Germania e Austria.

### Il Trattato di Saint-Germain
Dopo aver presentato una nota formale di protesta agli Alleati contro il blocco dell'unione austro-tedesca, il 10 settembre 1919 Renner firmò il Trattato di Saint-Germain che venne ratificato dall'Assemblea Nazionale Costituente il 17 ottobre. Secondo le sue disposizioni, il 21 ottobre il Paese cambiò il suo nome ufficiale da "Repubblica dell'Austria tedesca" a "Repubblica d'Austria". Perse anche i Sudeti e la Boemia tedesca a vantaggio della Cecoslovacchia, l'Alto Adige e l'Istria (compreso il porto adriatico di Trieste) a vantaggio del Regno d'Italia, e la Carniola, la Bassa Stiria e la Dalmazia a vantaggio del Regno dei Serbi, Croati e Sloveni.
L'Articolo 88 del trattato, a volte chiamato " tentativo pre-Anschluss" statuiva:
Questa clausola precludeva di fatto qualsiasi tentativo dell'Austria di unirsi alla Germania. Allo stesso modo, il Trattato di Versailles, dettando i termini della pace per la Germania, proibì qualsiasi unione tra Austria e Germania. Con questi cambiamenti e l'assestamento delle frontiere austriache iniziò l'era della Prima Repubblica d'Austria.

## Confini
Il 22 novembre, l'assemblea nazionale rivendicò ufficialmente la sovranità su tutto il territorio a maggioranza tedesca dell'ex regno asburgico: un'area totale di 118 311 chilometri quadri (45 680 mi²) con 10,4 milioni di abitanti. Comprendeva quasi tutto il territorio dell'attuale Austria, più l'Alto Adige e la città di Tarvisio, entrambe ora in Italia; la Carinzia meridionale e la Stiria meridionale, ora in Slovenia; le province recentemente proclamate dei Sudeti e della Boemia tedesca (che in seguito divennero parte del Sudetenland nazista) , ora nella Repubblica Ceca; e la Slesia orientale (ora divisa tra Polonia e Repubblica Ceca). In pratica, tuttavia, la sua autorità era limitata alle province danubiane e alpine dell'antico regno asburgico, con poche eccezioni, la maggior parte dell'odierna Austria.
Tuttavia, gli Alleati della prima guerra mondiale si opposero a tale mossa. Si erano impegnati per la causa delle minoranze del regno asburgico e presumevano quasi senza dubbio di voler lasciare l'Austria e l'Ungheria. L'Austria tedesca era in gran parte impotente per impedire alle forze dell'Italia, della Cecoslovacchia e del Regno dei Serbi, Croati e Sloveni d'impadronirsi di parte del suo territorio.
I paesi dalla parte vincente della guerra presero molti territori con maggioranze tedesche. I cechi insistettero sui confini storici delle Terre della Corona boema; così, tre milioni di tedeschi divennero cittadini cecoslovacchi, un fattore scatenante indiretto della crisi dei Sudeti 20 anni dopo. Nazione vincitrice, l'Italia occupò e ottenne Trentino e Alto Adige, di cui l'Alto Adige è ancora a maggioranza di lingua tedesca. Al Regno dei Serbi, Croati e Sloveni (in seguito Jugoslavia) vennero assegnate parti della Carinzia e della Stiria. La regione di Klagenfurt fu mantenuta dopo un plebiscito del 20 ottobre 1920, quando tre quinti degli elettori votarono per rimanere con l'Austria. Successivamente i plebisciti nelle province del Tirolo e di Salisburgo ottennero maggioranze del 98 e 99% a favore di un'unificazione con la Germania, mentre il Vorarlberg nel maggio 1919 tenne un plebiscito in cui l'81% sostenne l'adesione alla Svizzera.
Diverse popolazioni minoritarie tedesche in Moravia, comprese le popolazioni tedesche a Brno (Brünn), a Jihlava (Iglau) e ad Olomouc (Olmütz), così come anche l'enclave tedesca di Gottschee in Carniola tentarono di proclamare la loro unione con l'Austria tedesca, ma fallirono. Le aree ora al di fuori dell'attuale Repubblica d'Austria avevano spesso significative minoranze non tedesche e occasionalmente maggioranze non tedesche e vennero rapidamente prese dalle truppe dei rispettivi paesi a cui avrebbero dovuto unirsi. Per quanto riguarda la Slesia orientale, i piani per un plebiscito fallirono e l'area venne divisa tra Cecoslovacchia e Polonia.
D'altra parte, i tedeschi etnici nella parte occidentale del Regno d'Ungheria che formavano la maggioranza nell'area nota come Ungheria occidentale tedesca e si agitarono per unirsi all'Austria ebbero successo e l'area divenne lo stato di Burgenland, con la notevole eccezione della regione intorno alla città di Ödenburg (Sopron) che doveva essere anch'essa la capitale dello stato, ma a causa di un plebiscito molto controverso rimase parte dell'Ungheria. L'unica altra parte delle ex contee tedesche del Burgenland nel Regno d'Ungheria a non entrare a far parte della Repubblica austriaca a causa del trattato fu Preßburg (Bratislava) che andò alla Cecoslovacchia (ora capitale della Slovacchia).

### Suddivisioni
L'Austria tedesca era originariamente composta da nove province (Provinzen):
1. Alta Austria (Oberösterreich), tutto l'attuale stato austriaco dell'Alta Austria più la regione della foresta boema (Böhmerwaldgau) ora nella Regione della Boemia Meridionale della Repubblica ceca;
2. Bassa Austria (Niederösterreich), tutto l'attuale stato austriaco della Bassa Austria e la città-stato di Vienna, più la Moravia meridionale tedesca (Deutschsüdmähren), ora divisa tra le regioni ceche della Boemia meridionale, della Vysočina, e della Moravia Meridionale;
3. Boemia tedesca (Deutschböhmen), aree della Boemia occidentale che in seguito furono parte del Sudetenland dal 1938 al 1945, ora parte della Repubblica Ceca;
4. Sudeti, parte delle regioni storiche della Moravia e della Slesia austriaca. I confini non corrispondono all'uso successivo del termine Sudetenland.
5. Stiria (Steiermark), la maggior parte della Stiria storica compreso l'attuale stato della Stiria e la parte nordorientale della regione informale slovena della Bassa Stiria;
6. Salisburgo, tutto l'attuale stato austriaco di Salisburgo;
7. Carinzia (Kärnten), tutta la Carinzia storica compreso l'attuale stato della Carinzia, la regione slovena non ufficiale della Carinzia, il comune sloveno di Jezersko e i comuni ora italiani di Tarvisio, Malborghetto Valbruna e Pontebba;
8. Tirolo tedesco (Deutschtirol), la maggior parte del Tirolo storico, compreso l'attuale stato austriaco del Tirolo e l'attuale provincia italiana dell'Alto Adige, ma non l'attuale provincia italiana del Trentino;
9. Vorarlberg, tutto l'attuale stato austriaco del Vorarlberg.

## Inno
Nonostante il divieto dell'uso del termine "Austria tedesca", l'inno nazionale non ufficiale della repubblica tra il 1920 e il 1929 fu "Austria tedesca, meraviglioso paese" (Deutschösterreich, du herrliches Land). Le sue parole vennero scritte dall'allora cancelliere Karl Renner, firmatario del Trattato di Saint-Germain.